# 40776 Yeungkwongyu
40776 Yeungkwongyu è un asteroide della fascia principale. Scoperto nel 1999, presenta un'orbita caratterizzata da un semiasse maggiore pari a 2,9433443 UA e da un'eccentricità di 0,0750996, inclinata di 3,27986° rispetto all'eclittica.
L'asteroide è dedicato all'astronomo canadese di origine cinese William Kwong Yu Yeung.